# Jamalpur (district)
Pour les articles homonymes, voir Jamalpur.
Jamalpur est un district du Bangladesh. Il est situé dans la division de Mymensingh. La ville principale est Jamalpur.

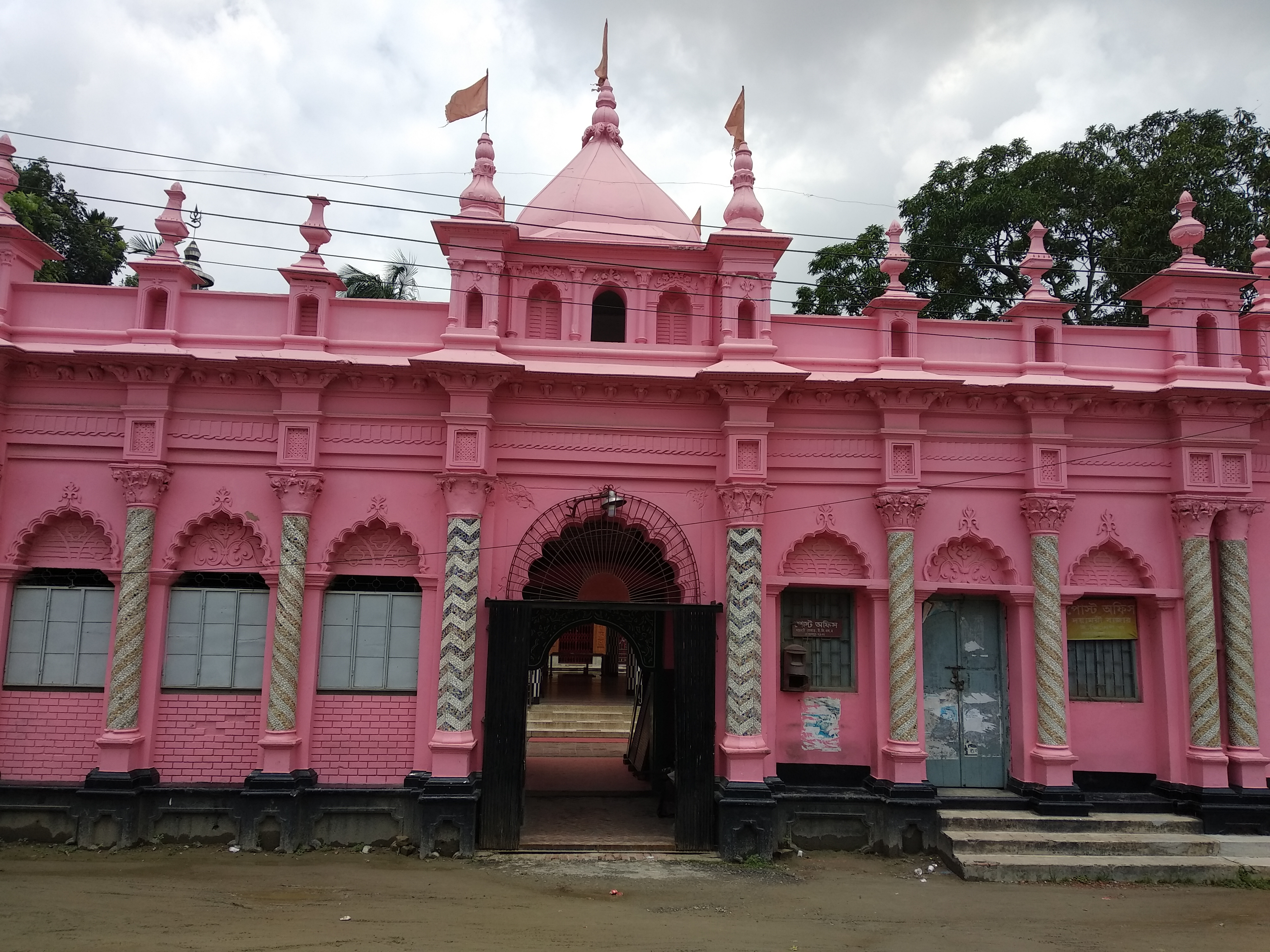
Vue de face du temple Doyamoyi